# Brachybaenus roseiceps
Brachybaenus roseiceps är en insektsart som först beskrevs av Kjell Ernst Viktor Ander 1936.  Brachybaenus roseiceps ingår i släktet Brachybaenus och familjen Gryllacrididae. Inga underarter finns listade i Catalogue of Life.